# 大井篤 (官僚)
大井 篤（おおい あつし、1949年1月14日 - ）は、日本の経産官僚、防衛官僚。防衛参事官を経て、三井物産中国董事長、日本デザイン振興会理事長などを務めた。

## 人物
長野県出身。長野県野沢北高等学校を経て、一橋大学経済学部卒業後、通商産業省に入省。1996年にサンフランシスコで行われた日米自動車・同部品合意の初の点検会合に自動車課長として出席、米国側に対日輸出目標などの期待値を示した。また同年、バンコクで記者会見を行い、通産省と日本の自動車業界が、カンボジア、ラオス、ミャンマーの三カ国の自動車産業の整備に、東南アジア諸国連合とともに協力することを明らかにした。
1999年には資源エネルギー庁公益事業部長に就任。電力自由化問題に携わり、2000年3月からは電力小売り自由化を開始させた。
その後局長級の防衛参事官等を経て、2005年退官。退官後は日本政策投資銀行理事や、三井物産常務駐中国総代表を務めた。2020年瑞宝中綬章受章。

## 来歴
- 1973年3月 一橋大学経済学部卒業[6]
- 1973年4月 通商産業省入省[6]
- 1988年4月 外務省在バンクーバー日本国総領事館領事[6]
- 1998年 通商産業大臣官房会計課長
- 1999年9月 資源エネルギー庁公益事業部長[7]
- 2000年 資源エネルギー庁電力・ガス事業部長
- 2001年8月 経済産業省大臣官房審議官（地球環境問題担当）[7]
- 2002年7月 防衛庁防衛参事官（装備・評価・監査担当）[7]
- 2005年3月 経済産業省大臣官房付[6]
- 2005年8月 日本政策投資銀行理事（常勤、2007年9月まで）[7]
- 2006年 財団法人航空機国際共同開発促進基金評議員、財団法人産業廃棄物処理事業振興財団理事（非常勤）
- 2007年10月 三井物産株式会社顧問[7]
- 2008年4月 三井物産株式会社執行役員 兼 豪州三井物産株式会社社長（Chairman & Managing Director of MITSUI & CO. (AUSTRALIA) LTD.）[6]、シドニー日本商工会議所副会頭及びシドニー日本会理事就任。ニュージーランド三井物産会長兼務。
- 2010年4月 三井物産株式会社常務執行役員・駐中国総代表[6] 兼 三井物産中国董事長 兼 三井物産中国貿易董事長 兼 北京事務所長 兼 上海事務所長
- 2014年4月 三井物産株式会社専務執行役員・関西支社長[6]
- 2015年4月 三井物産株式会社顧問[7]
- 2015年6月 公益財団法人日本デザイン振興会理事長[7]
- 2016年7月 株式会社バイタルエリア顧問[6]
- 2018年6月 ダイビル株式会社取締役[7]
- 2020年11月 瑞宝中綬章受章[8]
- 2021年9月 日本自動車査定協会理事長[9]

## 同期
東大紛争による入試中止の年度に当たる為東大出身者は比較的少なく、主な旧通産省入省同期には以下のような人物がいる。
- 望月晴文（経済産業事務次官、資源エネルギー庁長官、京大法卒）
- 鈴木隆史（特許庁長官、経済産業政策局長、京大法卒）
- 豊田正和（経済産業審議官、東大法卒）
- 小川洋（内閣広報官、特許庁長官、京大法卒）
- 藤野達夫（伊藤忠商事常務執行役員、人事院人材局長、工業技術院総務部長、京大法卒）
- 田中伸男（IEA事務局長、OECD科学技術産業局長、通商機構部長、東大経卒）
- 山田範保（北海道電力常務取締役、環境省審議官、経済協力部長、京大院工卒）
- 大慈弥隆人（日本自動車輸入組合副理事長、審議官、大慈弥嘉久（元通産事務次官）の子、慶大経卒）
- 松島茂（法政大学教授、中部通産局長、工業技術院審議官、東大法卒）
- 橋本城二（環境エネルギー経済研究会理事長、第43回衆院選東京21区自民党公認候補、特許庁審査第一部長、一橋経卒）

## 著作
- 「石油生産制限と緊急対策について」財経詳報（通号 1014）[1973.12.03]
- 「落語は心の乾燥時代のオアシス（心を語る）/ 対談 三遊亭 円楽 対談 大井 篤」（5代目三遊亭圓楽と共著）通産ジャーナル21（2）[1988.02]
- 「世界貿易構造の変化と日本の貿易--円高で製品輸入急増、輸出は減少」日本経済研究センター会報（通号 555）[1988.03.01]
- 「不均衡是正には多面的調査が必要（通商白書説明会）」日本経済研究センター会報（通号 564）[1988.07.15]
- 「財団法人外国為替貿易研究会第48回役員会（来賓講話）」（目崎八郎、木村史暁と共著）国際金融（通号 929）[1994.08.01]
- 「<対談>アジア太平洋経済協力の今後（アジア太平洋地域の新展開<特集>）」（竹中平蔵と共著）通産ジャーナル25（2）[1992.02]
- 「羅針盤 我が国自動車産業の動向」月刊ロアジール21（5）[1996.10]
- 「心を語る 画一性を捨てて創造性を発揮しやすい環境をつくる」（中根千枝と共著）通産ジャーナル32（7）（通号 339）[1999.07]
- 「ガス空調がもたらすエネルギー政策の展望（特集 ガス空調「新世紀」）」エネルギーフォーラム46（通号 546）[2000.06]
- 「技術と経営 魚類養殖の経営安定化への取り組み」漁村66（11）[2000.11]